# Occupation de la Lituanie pendant la Seconde Guerre mondiale

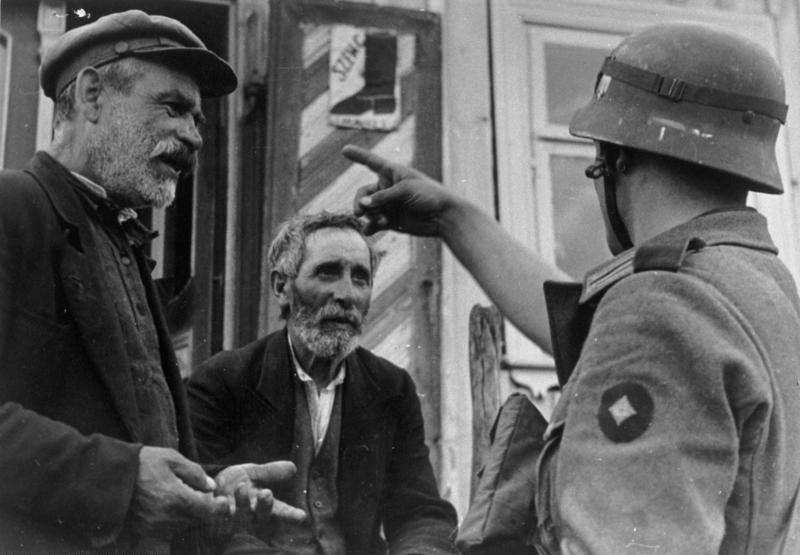
Juifs lituaniens et un soldat allemand de la Wehrmacht pendant la Shoah en Lituanie (24 juin 1941).

Pour les autres pays occupés par le Troisième Reich, voir Europe sous domination nazie.
L'occupation allemande de la Lituanie fait partie de l'invasion de l'URSS par l'Allemagne nazie le 22 juin 1941 (opération Barbarossa). Le territoire sera totalement libéré le 28 janvier 1945 par la retraite de la Wehrmacht et sa mise en déroute lors de la bataille de Memel.
Initialement, les Allemands sont acclamés par les Lituaniens qui voient en eux des libérateurs du régime soviétique, qui occupait la Lituanie avant l’arrivée allemande, espérant que ces derniers rétablissent leur indépendance, ou au moins permettent un certain degré d'autonomie (semblable à la République slovaque). Les Allemands n’apportent cependant aucun soutien de ce type : ils remplacent progressivement les institutions lituaniennes par leur propre administration et déroulent leur planification nommée Generalplan Ost. Le Reichskommissariat Ostland est créé à la fin du mois de juillet 1941. Privé par l'occupant de tout pouvoir réel, donc réduit à un rôle de marionnettes, un gouvernement fantoche éphémère s'auto-dissout le 5 août 1941.

## Contexte

### Pacte Molotov – Ribbentrop

Changements territoriaux en Lituanie entre 1939 et 1941.

En août 1939, l'Union soviétique et l'Allemagne nazie signent le pacte germano-soviétique de non-agression et son protocole additionnel secret, divisant l'Europe centrale et orientale en sphères d'influence. La Lituanie est initialement affectée à la sphère allemande, probablement en raison de sa dépendance économique vis-à-vis du commerce allemand. Après l'ultimatum de mars 1939 concernant la région de Klaipėda, l'Allemagne représente 75 % des exportations lituaniennes et 86 % de ses importations. Pour renforcer son influence, l'Allemagne suggéra une alliance militaire germano-lituanienne contre la Pologne en promettant de restituer la région de Vilnius, mais la Lituanie respecta sa politique de stricte neutralité. Lorsque l'Allemagne envahit la Pologne en septembre 1939, la Wehrmacht prend le contrôle de la voïvodie de Lublin et de la voïvodie de Varsovie orientale, alors situées dans la sphère d'influence soviétique. Pour compenser cette perte pour l'Union soviétique, un codicille secret du Traité de frontière et d'amitié germano-soviétique transfère la Lituanie dans la sphère d'influence soviétique, ce qui sert de justification permettant aux Soviétiques d'occuper la Lituanie le 15 juin 1940, afin d'établir la RSS de Lituanie.

### Première occupation soviétique
Quasiment immédiatement après le Traité d'amitié et de frontière germano-soviétique, les Soviétiques font pression sur les Lituaniens pour qu'ils signent le traité d'assistance mutuelle soviéto-lituanien (en). Selon ce traité, la Lituanie acquiert 6 880 kilomètres carrés de territoire dans la région de Vilnius (y compris Vilnius, capitale historique de la Lituanie) en échange de cinq bases militaires soviétiques en Lituanie (20 000 hommes au total). Les territoires que la Lituanie reçoit de l'Union soviétique étaient les anciens territoires de la Seconde République polonaise, disputés entre la Pologne et la Lituanie depuis les temps de la guerre polono-lituanienne de 1920 et occupés par l'Union soviétique à la suite de l'invasion soviétique de la Pologne en septembre 1939. Le New York Times qualifie le traité soviéto-lituanien de « sacrifice virtuel de l'indépendance ». Des pactes similaires ont été proposés à la Lettonie, à l'Estonie et à la Finlande. Cette dernière fut le seul État à refuser un tel traité, ce qui déclencha la guerre d'Hiver. Cette guerre retarde l'occupation de la Lituanie : en effet, les Soviétiques n'interviennent en aucun cas dans les affaires intérieures de la Lituanie et les soldats russes présents dans les bases lituaniennes ne se font pas remarquer. À l’achèvement de la guerre d'Hiver en mars et tandis que l'Allemagne progresse rapidement dans la bataille de France, les Soviétiques intensifient la rhétorique anti-lituanienne et accusent à tort les Lituaniens d'avoir enlevé des soldats soviétiques de leurs bases. Malgré les tentatives lituaniennes de négocier et de résoudre les problèmes, l'Union soviétique lance un ultimatum le 14 juin 1940. Cet ultimatum exige la formation d'un gouvernement pro-soviétique ainsi que le stationnement d'un nombre indéterminé de soldats russes. La Lituanie est contrainte de céder. Le président Antanas Smetona quitte le pays et quinze divisions de l'Armée rouge, soit un total de 150 000 soldats, franchissent la frontière lituanienne 15 juin 1940. La Lituanie perd son indépendance. Vladimir Dekanozov forme alors le nouveau gouvernement fantoche pro-soviétique. Justas Paleckis remplace Smetona comme président de la Lituanie. Le 21 juillet, le Seimas décide à l'unanimité la création de la République socialiste soviétique de Lituanie. Ces actions « pacifiques » permettent à la propagande soviétique d'affirmer que la Lituanie avait adhéré volontairement à l'Union soviétique.

### Persécution soviétique

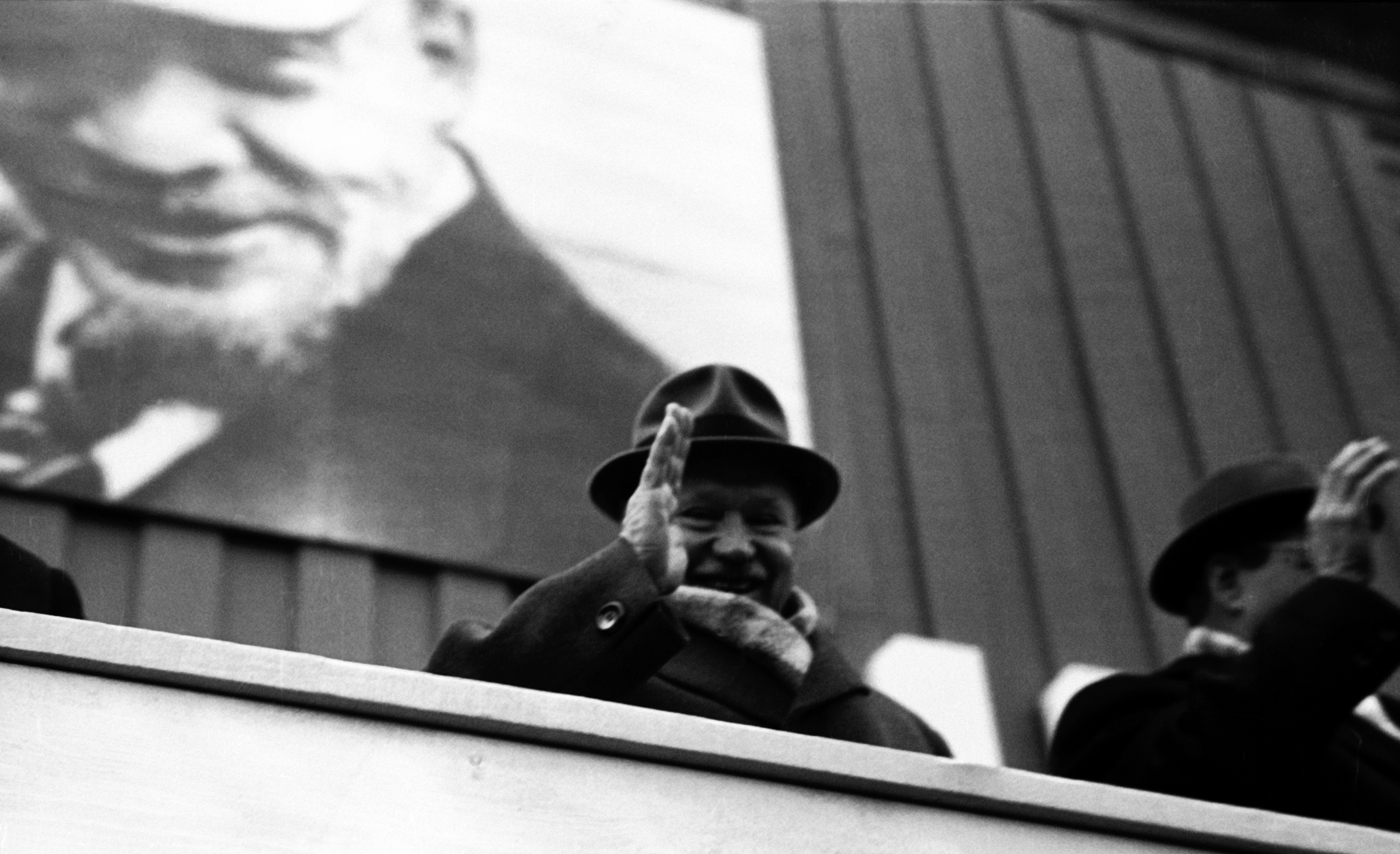
Le dirigeant du Parti communiste de Lituanie, Antanas Sniečkus, lance les premières déportations massives de Lituaniens en juin 1941.

Immédiatement après l'occupation, les politiques de soviétisation sont mises en œuvre. Le 1er juillet, toutes les organisations politiques, culturelles et religieuses sont fermées, seuls le Parti communiste de Lituanie et sa branche jeunesse sont maintenus La totalité des banques (y compris tous les comptes de plus de 1 000 litas), les immeubles de plus de 170 mètres carrés, les entreprises privées de plus de 20 travailleurs ou plus de 150 000 litas de recettes brutes sont nationalisées. Cette perturbation de la gestion et des opérations entraînent une forte baisse de la production. Les soldats et les responsables russes, impatients de dépenser leurs roubles, provoquent une pénurie massive de marchandises. La collectivisation n'est en aucun cas introduite en Lituanie. Toutes les terres sont nationalisées par la force, les exploitations réduites à 30 hectares et des terres supplémentaires (environ 575 000 hectares) distribuées aux petits agriculteurs.En prévision d'une éventuelle collectivisation, de nouvelles taxes représentant 30 à 50 % de la production agricole sont adoptées. Le litas lituanien est déprécié artificiellement 3 à 4 fois sa valeur réelle et finalement retiré en mars 1941. En prévision des élections au Parlement du peuple, le NKVD arrête environ 2 000 des principaux militants politiques, paralysant toute tentative de créer des groupes anti-soviétiques. Environ 12 000 sont emprisonnés en tant qu'« ennemis du peuple ». Incapables de faire face à de nouvelles taxes exorbitantes, environ 1 100 des plus gros agriculteurs sont traduits en justice. Le NKVD oblige les militants communistes locaux, dont certains étaient juifs, à dépister et dénoncer les anciens fonctionnaires de l'État lituanien, les enseignants, prêtres, juges, avocats, policiers, militaires, commerçants et autres « ennemis du peuple ». Du 14 au 18 juin 1941, moins d'une semaine avant l'invasion nazie, quelque 17 000 Lituaniens sont déportés au Goulag en Sibérie, où beaucoup périront à cause de conditions de vie inhumaines,. Certains des nombreux prisonniers politiques sont massacrés par l'Armée rouge en retraite. Ces persécutions furent essentielles pour solliciter le soutien des nazis.

## Invasion de l'Allemagne et révolte lituanienne

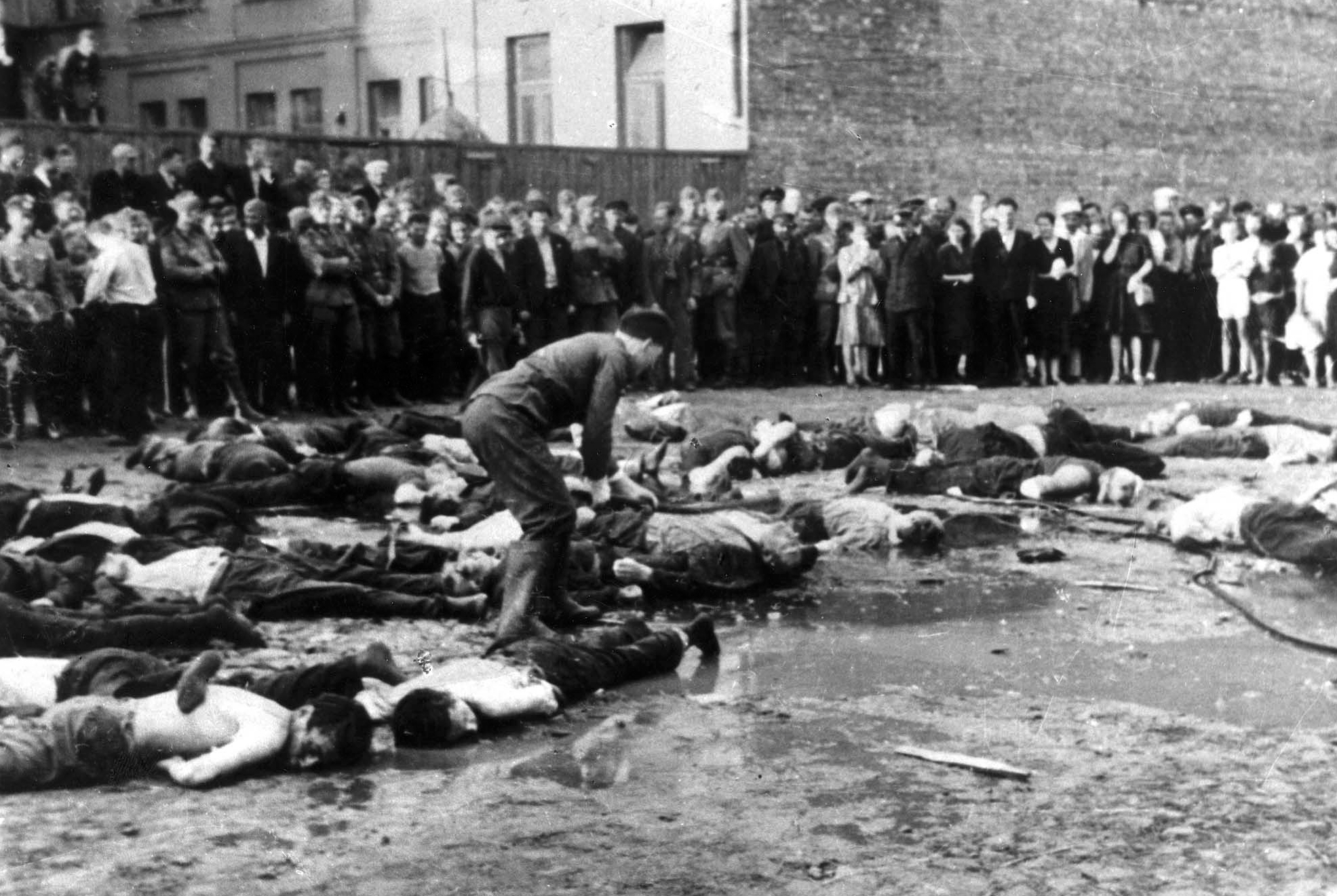
Pogrom de Kaunas en Lituanie sous occupation allemande, en juin 1941. Photo attribuée à Wilhelm Gunsilius.

Le 22 juin 1941, le territoire de la RSS de Lituanie est envahi par deux groupes d'armées allemandes en progression : le groupe d'armées Nord envahit l’ouest et le nord de la Lituanie, tandis que le groupe d'armées Centre prend le contrôle de la plus grande partie de la région de Vilnius. Les premières attaques perpétrées par la Luftwaffe contre des villes lituaniennes et coûtent la vie à quelque 4 000 civils. La plupart des avions russes sont détruits au sol. Les Allemands avancent rapidement, ne rencontrant que la résistance sporadique des Soviets et l'assistance des Lituaniens, les considérant comme des libérateurs du régime répressif soviétique, espérant que ces derniers rétablissent leur indépendance, ou au moins permettent un certain degré d'autonomie (semblable à la République slovaque).
Les Lituaniens prennent alors les armes dans une révolte anti-soviétique et pro-indépendance. Des groupes d'hommes s'organisent spontanément et prennent le contrôle de zones stratégiques (tels que des voies de chemins de fer, des ponts, du matériel de communication, des entrepôts de nourriture et du matériel), les protégeant d'un éventuel sabotage soviétique. Kaunas est prise par les rebelles du Front des activistes lituaniens (LAF) de Kazys Škirpa, chef des LAF, qui se préparait à un soulèvement depuis au moins mars 1941. Les activistes proclament l'indépendance de la Lituanie et mettent en place le gouvernement provisoire de Lituanie le 23 juin. Vilnius est prise par des soldats du 29e corps territorial lituanien, d'anciens soldats de l'armée lituanienne indépendante, ayant déserté l'Armée rouge. Des groupes plus petits et moins organisés émergent dans de nombreuses villes et campagnes lituaniennes.
La bataille de Raseiniai débute le 23 juin alors que les Soviétiques tentaient de lancer une contre-attaque renforcée par des chars, lourdement défaite quatre jours plus tard. Selon les estimations, le soulèvement aurait impliqué environ 16 000 à 30 000 rebelles et coûté la vie à environ 600 Lituaniens et 5 000 militants soviétiques. Le 24 juin, les Allemands effectue une entrée triomphante à Kaunas et à Vilnius sans tirer un coup de feu. En une semaine, les Allemands perdent quant à eux 3 362 hommes, au prix du contrôle de la totalité du pays.

## Occupation allemande

### Administration

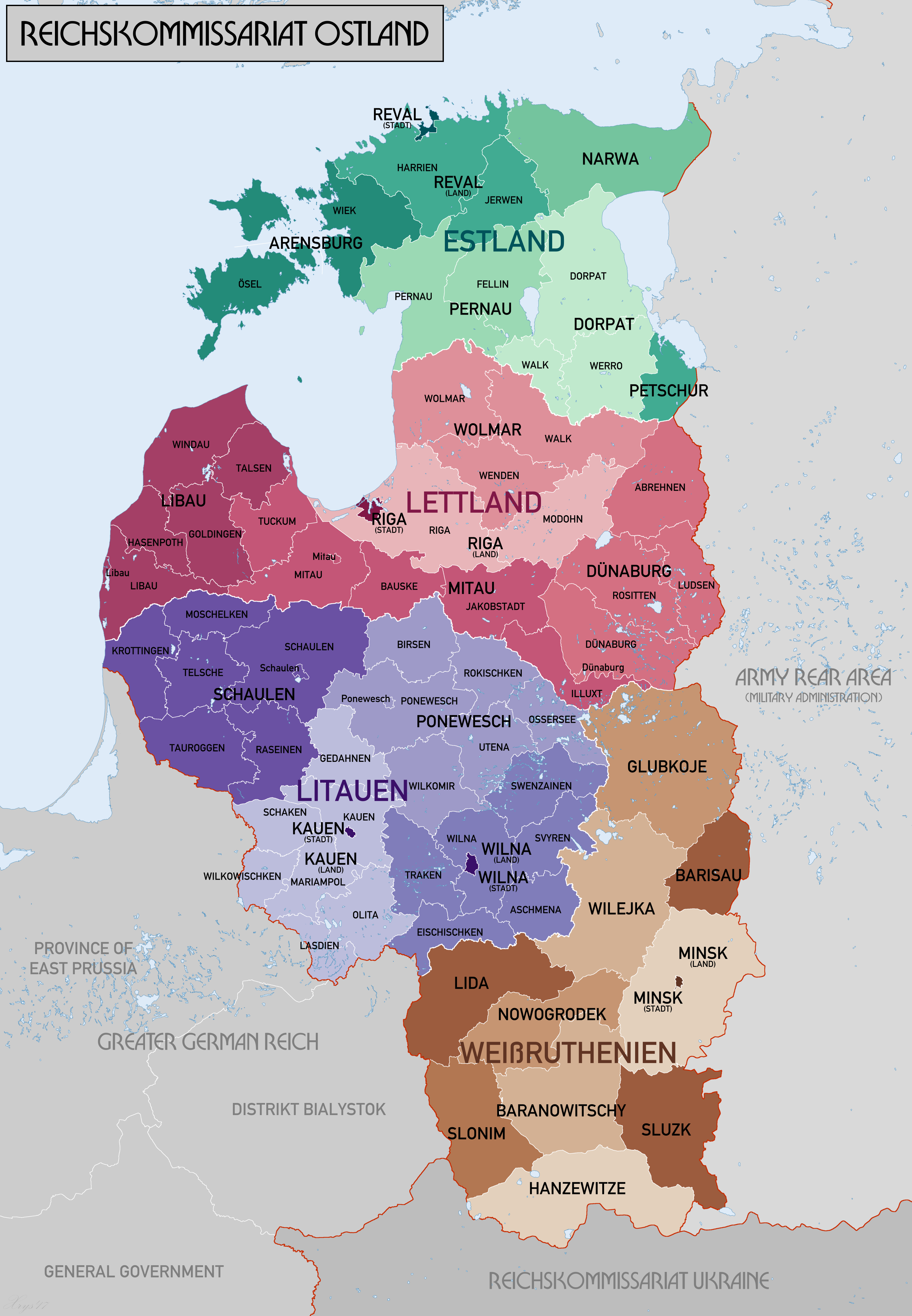
Carte administrative du Reichskommissariat Ostland.

Au cours des premiers jours de la guerre, l'administration militaire allemande, principalement soucieuse de la sécurité de la région, tolère les tentatives lituaniennes de créer leurs propres institutions administratives et laisse un certain nombre d'autorités civiles aux Lituaniens. Le gouvernement provisoire de Kaunas tente alors d'établir l'indépendance proclamée de la Lituanie et de réparer les torts causés par le régime soviétique d'un an. Au cours de ses six semaines d'existence, le gouvernement fantoche met en œuvre une centaine de lois et de décrets, mais ceux-ci ne seront généralement pas appliqués ; ses politiques pouvant être décrites comme à la fois anti-soviétique et antisémite. Les forces bénévoles organisées par le gouvernement, connu sous le nom Tautinio Darbo Apsaugos Batalionas (TDA), sert de base de fondement pour rétablir l'armée lituanienne. Cependant, l'unité paramilitaire sera employée par l'Einsatzkommando 3 et le Rollkommando Hamann pour les exécutions de masse des Juifs de Lituanie notamment au Neuvième Fort. À l'époque, des unités voyous dirigées par le tristement célèbre Algirdas Klimaitis (en) se déchaînaient en tout impunité à travers la ville et ses banlieues.
Les nazis n’apportent cependant aucun soutien au gouvernement lituanien. Ils remplacent progressivement les institutions lituaniennes par leur propre administration et déroulent leur planification nommée Generalplan Ost. Le Reichskommissariat Ostland, divisé en quatre Generalbezirk, est créé à la fin du mois de juillet 1941. Privé par l'occupant nazi de tout pouvoir réel, donc réduit à un rôle de marionnettes, le gouvernement fantoche s'auto-dissout le 5 août 1941. Certains de ses ministres deviennent conseillers généraux, chargés de l'autonomie locale. Theodor Adrian von Renteln devient alors le commandant du Generalbezirk Litauen et assume toutes les fonctions du nouveau gouvernement mis en place par les Allemands. L'occupant, manquant de main-d'œuvre pour pourvoir les postes de l'administration locale, agence des Lituaniens pour diriger la plupart des bureaux locaux. Les décisions politiques sont quant à elles prises par des Allemands de haut rang et mises en œuvre par des Lituaniens de rang inférieur. Les conseillers généraux servent la plupart du temps « d'approbateur sans discussion » que les Allemands utilisent pour les décisions impopulaires. Trois des conseillers démissionnent quelques mois plus tard et quatre autres sont déportés dans le camp de concentration du Stutthof après avoir protesté contre plusieurs politiques allemandes. Dans l'ensemble, l'autonomie locale est assez développée en Lituanie et cela contribue à saboter ou à entraver plusieurs initiatives allemandes, notamment la création d'une unité lituanienne de la Waffen-SS ou la réquisition d'hommes destinés aux travaux forcés pour l'effort de guerre allemand.

### Mise en œuvre de la Shoah

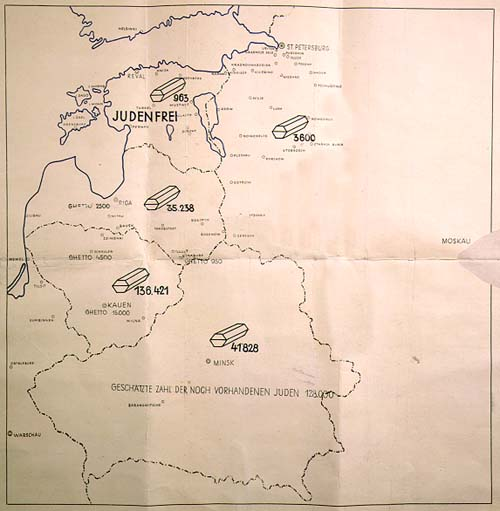
Carte issue du rapport adressé au RSHA à Berlin par Stahlecker en octobre 1941, intitulé Exécutions des Juifs menées par l'Einsatzgruppe A. Selon cette carte, l'estimation du nombre de Juifs tués en Lituanie à cette période est de 136421.

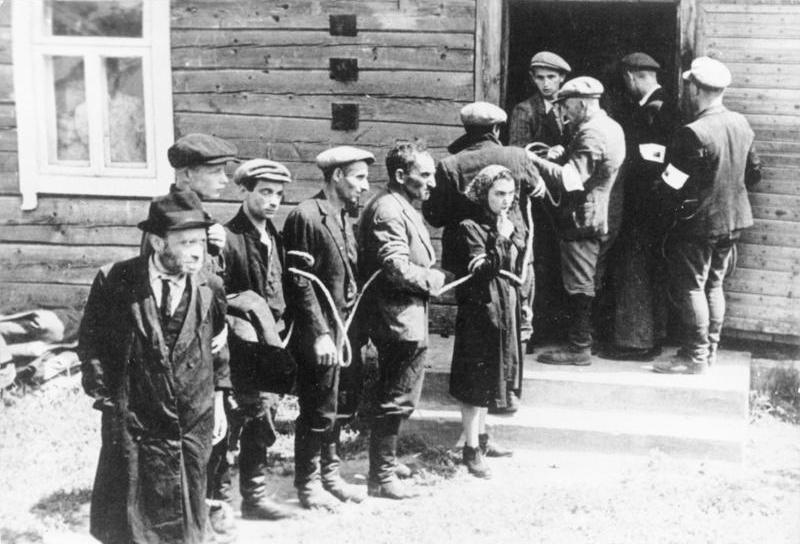
Des collaborateurs lituaniens (avec des brassards blancs) arrêtant des Juifs en juillet 1941.

Avant la Shoah, la Lituanie comptait entre 210 000 et 250 000 Juifs et était l’un des plus grands centres de théologie, de philosophie et d’érudition de la culture juive qui ont même précédé les temps du Gaon de Vilna. La Shoah en Lituanie peut être divisé en trois étapes : les exécutions de masse (juin-décembre 1941), période des ghettos (1942-mars 1943) et liquidation finale (avril 1943-juillet 1944).
Contrairement aux autres pays occupés par les nazis où la Shoah a été mise en œuvre progressivement (limitant d'abord les droits aux civils juifs, puis en les parquant dans des ghettos et enfin en les exécutant ensuite dans des camps de la mort), les exécutions débutent en Lituanie dès les premiers jours de la guerre. L'Einsatzkommando A entre en Lituanie un jour après l'invasion de la Wehrmacht pour encourager l'« auto-nettoyage ». Selon des documents allemands, du 25 au 26 juin 1941, « environ 1 500 Juifs sont éliminés par des partisans lituaniens (bataillons TDA, Ypatingasis būrys ou la police de sécurité) dans des pogroms. D'innombrable synagogues sont incendiées ; les nuits suivantes, 2 300 autres sont assassinés ». En décembre 1941, seuls 15 000 Juifs subsistaient à Kaunas, 22 000 avaient été exécutées. Les exécutions s'étant déroulé dans trois lieux principaux : dans le Neuvième Fort à Kaunas (voir notamment massacre du 29 octobre 1941), à Vilnius (voir massacre de Ponary) et à la campagne (voir Rollkommando Hamann). En Lituanie, en date du 1er décembre 1941, plus de 120 000 Juifs lituaniens avaient été tués. On estime que 80 % d'entre-eux ont été tués avant 1942, pour beaucoup par la participation active des Lituaniens dans des unités telles que les bataillons de police.
Les survivants, 43 000 Juifs, ont été concentrés dans les ghettos de Vilnius, de Kaunas, de Šiauliai et de Švenčionys et forcés de travailler pour l'industrie militaire allemande. Le 21 juin 1943, Heinrich Himmler ordonne de vider tous les ghettos juifs et de transférer les survivants dans des camps de concentration. Le ghetto de Vilnius est ainsi détruit, alors que ceux de Kaunas et de Šiauliai sont transformés en camps de concentration. Les Juifs survivants sont envoyés dans les camps de Stutthof, Dachau, et Auschwitz. Seulement environ 2 000 à 3 000 Juifs lituaniens ont pu être libérés de ces camps. D'autres ont survécu en se retirant dans l'intérieur de la Russie avant le début de la guerre ou en fuyant les ghettos pour rejoindre les partisans juifs.
Le taux de génocide des Juifs en Lituanie a atteint 95 à 97 %, soit l'un des plus élevés d'Europe. Cela était principalement dû, à quelques exceptions près, à une coopération étendue entre la Lituanie et les autorités allemandes. Les Juifs ont été largement blâmés pour le régime soviétique précédent (voir Bolchevisme juif) et étaient mécontents de l'accueil des troupes soviétiques. Une propagande nazie ciblée exploitait le sentiment anti-soviétique et renforçait l'antisémitisme traditionnel déjà existant.

### Collaboration

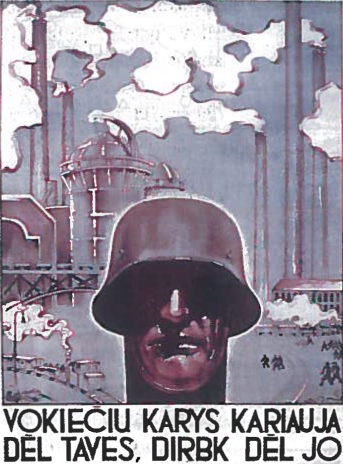
Affiche de propagande nazie avec écrit en lituanien : Le soldat allemand se bat pour vous, travaillez pour lui.

Les Lituaniens ont formé plusieurs unités ayant collaboré activement avec les Allemands :
- Bataillons de la police auxiliaire lituanienne : 26 bataillons de 13 000 hommes
- Bataillons de construction lituaniens (en) : 5 bataillons de 2 500 hommes
- Force de défense territoriales lituaniennes (LTDF) : 10 000 à 12 000 hommes
- Unités d'autodéfense : 3 000 hommes
- Détachement de protection de la patrie (en) : 6 000 hommes

Dix des bataillons de la police lituanienne collaborant avec les Einsatzkommandos nazis ont été impliqués dans des assassinats de masses. Ils auraient exécuté 78 000 personnes.

### Résistance

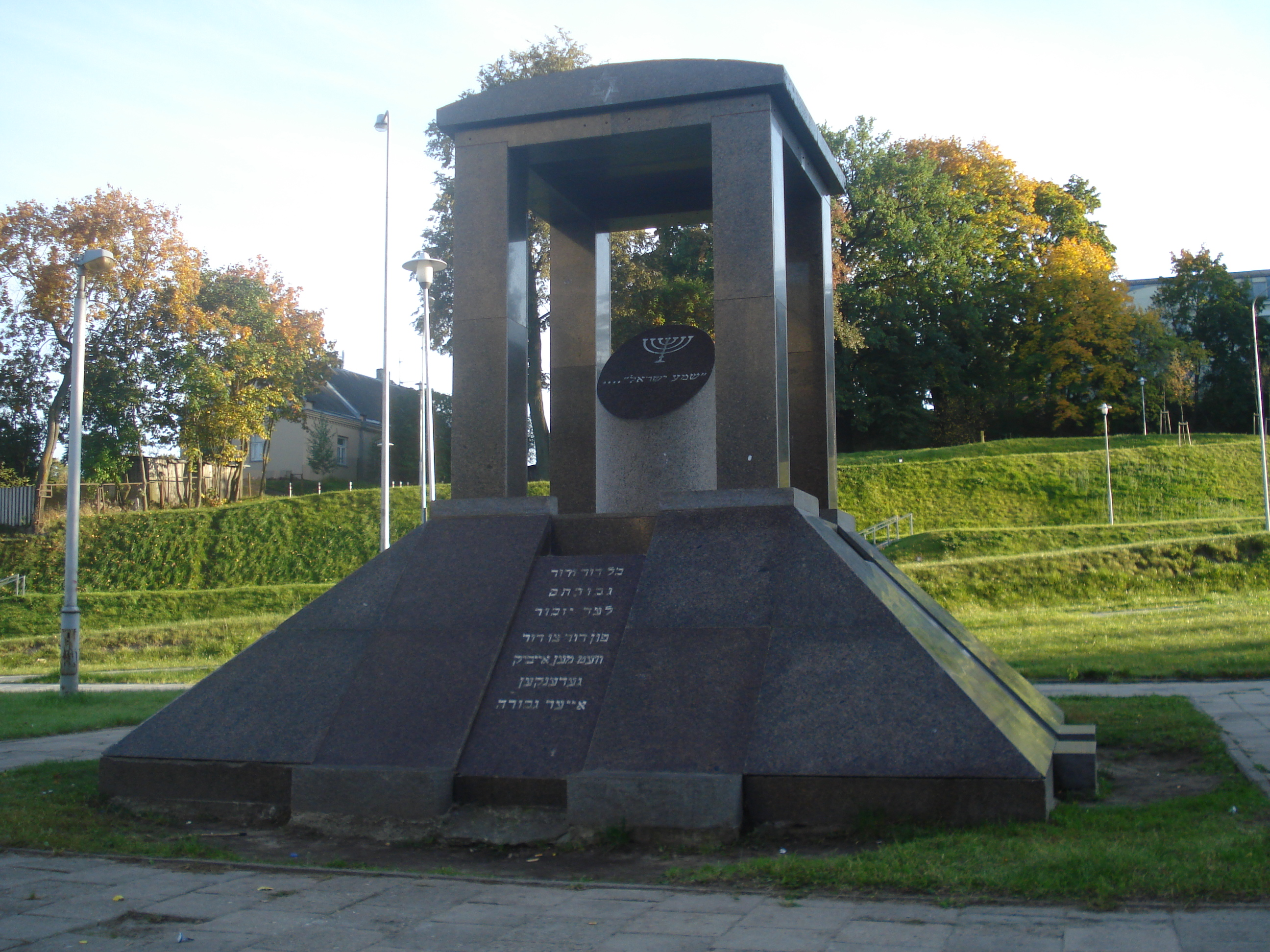
Un mémorial de la Shoah près du site du camp de travaux forcés HKP 562 dans la rue Subačiaus à Vilnius.

La majorité de la résistance anti-nazie en Lituanie provenait des partisans polonais et soviétiques. Tous deux débutent des opérations de sabotage et de guérilla contre les forces allemandes immédiatement après l'invasion nazie de 1941. La plus importante organisation de résistance polonaise en Lituanie était, comme ailleurs en Pologne occupée, l'Armée de l'Intérieur (Armia Krajowa). Le commandant polonais de la région de Wilno (Vilnius) était Aleksander Krzyżanowski (en).
Les activités des partisans soviétiques en Lituanie étaient en partie coordonnées par le commandement du Mouvement des partisans lituaniens dirigé par Antanas Sniečkus et en partie par le commandement central du Mouvement des partisans de l'URSS.
Les partisans juifs en Lituanie ont également combattu contre l'occupant nazi. En septembre 1943, l'Organisation du parti uni, dirigée par Abba Kovner, tente de déclencher un soulèvement dans le ghetto de Vilna et s'engage par la suite dans des opérations de sabotage et de guérilla contre les nazis. En juillet 1944, dans le cadre de son opération Tempête, l'Armée de l'Intérieur polonaise lance l'opération Ostra Brama pour tenter de reprendre la ville de Wilno. La Lituanie continua son exil, sur la base des ambassades des États-Unis et du Royaume-Uni.
Il n'y avait pas de résistance violente significative de la société lituanienne vis-à-vis des nazis, bien qu'en 1943, plusieurs groupes politiques clandestins se réunissent au sein du Comité suprême pour la libération de la Lituanie (Vyriausias Lietuvos išlaisvinimo komitetas ou VLIK). Ce groupe devient principalement actif en dehors de la Lituanie parmi les émigrés et les déportés, et parvient à établir des contacts dans les pays occidentaux afin d'obtenir un soutien pour des opérations de résistance en Lituanie (voir opération Jungle). Il resta à l'étranger pendant de nombreuses années en tant que l'un des groupes représentant la Lituanie en exil,.
En 1943, les nazis tentèrent de créer une division Waffen-SS auprès de la population locale, suivant la méthode mise en place dans de nombreux autres pays, mais en raison d'une coordination étendue entre les groupes de résistance, la mobilisation fut boycottée. La Force de défense territoriales lituaniennes (Lietuvos vietinė rinktinė) est finalement été créée en 1944 sous le commandement lituanien, avant d'être dissoute par les nazis quelques mois plus tard après avoir essuyé un refus de se soumettre à leur commandement,,.
En raison de tensions d'avant-guerre dans la région de Vilnius ayant entraîné une guerre civile de faible intensité entre Polonais et Lituaniens, les relations entre les deux belligérants n'étaient pas au beau fixe. Des unités lituaniennes parrainées par les nazis, principalement la police secrète lituanienne, opéraient dans la région et aidaient les Allemands à réprimer la population polonaise. En automne 1943, l'Armia Krajowa mena des opérations de représailles contre les unités lituaniennes et tua des centaines de policiers et autres collaborateurs, principalement lituaniens, au cours du premier semestre de 1944. Le conflit culmina lors de massacres de civils polonais et lituaniens en juin 1944 dans les villages de Glitiškės et de Dubingiai (massacre de Glitiškės et massacre de Dubingiai).

## Seconde occupation soviétique
L'Union soviétique occupe de nouveau la Lituanie dans le cadre l'offensive balte, une double opération politico-militaire visant à mettre en déroute les forces allemandes et à « libérer les peuples baltes soviétiques », à compter de l'été 1944. En 1945, l'Armée rouge reprend la totalité de la Lituanie, la population germanique ou germanisée est alors expulsée. Entre 1941 et 1952, 120 000 personnes sont déportées de Lituanie, parmi lesquelles les survivants des 35 000 Lituaniens déjà arrêtés en 1941. Elle est dirigée d'une main de fer par le Parti communiste de Lituanie jusqu'en 1989.

## Pertes démographiques
La Lituanie a subi des pertes importantes pendant la Seconde Guerre mondiale et la première décennie d'après-guerre. Les historiens ont tenté de quantifier les pertes et les changements démographiques, mais leur tâche s'est compliquée par le manque de données précises et fiables. Il n'existe aucun recensement entre celui de 1923, lorsque la Lituanie comptait 2 028 971 habitants et le recensement soviétique de 1959, lorsque la Lituanie comptait 2 711 400 habitants. Divers auteurs, bien que présentant des ventilations différentes, conviennent généralement que les pertes de population enregistrées entre 1940 et 1953 ont dépassé le million de personnes, soit le tiers de la population d’avant-guerre,,,. Ce nombre comprend trois composantes principales: les victimes de la Shoah, les victimes de la répression soviétique et les réfugiés ou rapatriés.
| Période                                                | Vaitiekūnas (2006) | Truska (2005) | Damušis (1990) | Zundė (1964) |
| ------------------------------------------------------ | ------------------ | ------------- | -------------- | ------------ |
| Première occupation soviétique (juin 1940 - juin 1941) | 161 000            | 76 000        | 135 600        | 93 200       |
| Occupation nazie (juin 1941 - janvier 1945)            | 464 600            | 504 000       | 330 000        | 373 800      |
| ⇨ Assassiné pendant la Shoah                           | 200 000            | 200 000       | 165 000        | 170 000      |
| ⇨ Réfugiés de guerre de la région de Klaipeda          | 150 000            | 140 000       | 120 000        | 105 000      |
| ⇨ Réfugiés de guerre de Lituanie                       | 60 000             | 64 000        | 120 000        | 60 000       |
| ⇨ Autre                                                | 54 600             | 100 000       | 45 000         | 38 800       |
| Deuxième occupation soviétique (janvier 1945 - 1953)   | 530 000            | 486 000       | 656 800        | 530 000      |
| Total                                                  | 1 155 600          | 1 066 000     | 1 122 600      | 997 000      |